# 性腺形成不全
性腺形成不全被歸類為任何先天性生殖系統發育障礙，其特徵是胚胎發育中的生殖腺中原始生殖细胞逐漸喪失。性腺形成不全的一種類型是發育出無功能的纤维组织，稱為條紋性腺，而不是正常的生殖組織。條紋性腺是一種發育不全的形式，導致荷爾蒙失調，表現為性幼稚和不孕，並且青春期和第二性徵無法啟動。